# Rubén Umpiérrez
Rubén Umpiérrez (né le 25 octobre 1956 à Canelones) est un footballeur uruguayen, évoluant en milieu de terrain.

## Biographie
Placé avant-centre par Antoine Redin, alors entraîneur de Nancy, Ruben Umpierrez inscrit dix buts pendant la saison 1978/1979 et neuf buts la saison suivante. La saison 1980/1981 est plus difficile pour lui. Il ne marque plus et le public commence à gronder contre cet avant-centre inefficace. 
Les mêmes supporters scandent son nom dès la saison suivante. En effet, Georges Huart le fait jouer dans un registre différent et son entente avec Paco Rubio, Bernard Zénier et Patrick Delamontagne fait merveille. Une belle revanche pour cet Uruguayen qui n'a alors que 24 ans. 
Umpierrez était un artiste doté d'une technique au-dessus de la moyenne et d'un toucher de balle irrésistible. 
Complètement retiré du football, il élève aujourd'hui des chevaux. Sa nièce, Claudia Umpiérrez, est arbitre internationale de football : elle a arbitré notamment le match d'ouverture de la coupe du monde féminine 2019 au Parc des Princes, qui voit la France s'imposer 4-0 face à la Corée du Sud.

## Carrière
- ???-1978 :  CA Cerro
- 1978–1985 :  AS Nancy-Lorraine (230 matchs pour 62 buts)
- 1985–1989 :  Racing Club de Paris / Matra Racing (120 matchs pour 13 buts)
- 1989–1991 :  US Créteil (64 matchs pour 7 buts) [1]

## Palmarès

### En club
- Champion de France de Division 2 en 1986 avec le RC Paris

### EnÉquipe d'Uruguay
- 1 sélection en 1978

### Distinction individuelle
- Étoile d'or France Football en 1985

### Statistiques
- 315 matchs et 70 buts en Division 1
- 99 matchs et 12 buts en Division 2
- 4 matchs et 1 but en Coupe d'Europe des Vainqueurs de Coupe